# ضمور

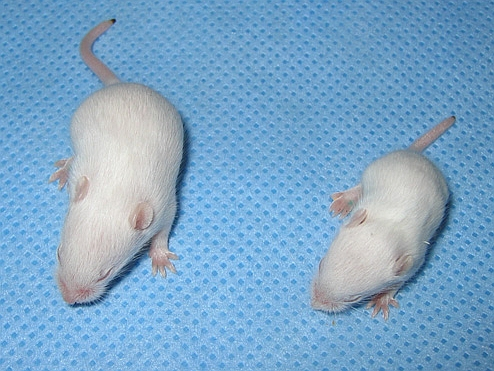
الفأر (الايمن) لديه ضمور عضلي نخاعي المنشأ

الضمور أو الضمور التغذوي (بالإنجليزية: atrophy)‏ هو انكماش أو تقلص في حجم جزء من الجسم، أوخلية، أوعضو، أو نسيج. قد يحدث الضمور نتيجة لنقص عدد الخلايا أو لتقلص حجمها لفقدان مواد من داخلها، أو نتيجة لكليهما. إذا أصاب الضمور أكثر من خلية فإنه يمكن القول بأن العضو في حالة ضمور، ويجب الملاحظة بأن ضمور الخلايا لا يعني موتها. مسببات الضمور تتضمن الطفرات (التي من الممكن أن تدمر الجين المسؤول عن بناء العضو)، سوء التغذية، الانخفاض في إمداد الدم، فقدان التحفيز الهرموني، فقدان الإمداد العصبي للعضو المحدد، استماتة كميات كبيرة من الخلايا، قلة التمارين أو مرض متأصل في الأنسجة نفسها.
المدخلات الهرمونية والعصبية التي تحافظ على العضو أو جزء من الجسم يشار لها في المهنة الطبية بالتغذية. التغذية تصف الحالة الغذائية للأنسجة، وتضاءل التغذية العضلية يرمز لها بالضمور.
الضمور هو عملية فسيولوجية شاملة إعادة الامتصاص وتعطيل الأنسجة، تشمل الاستماتة. عندما تحدث نتيجة لمرض أو فقدان الدعم الغذائي بسبب مرض آخر، تسمى بالضمور المرضي، على الرغم من أنه من الممكن أن تكون جزء من تطور الجسم الطبيعي والاستتباب (التوازن) أيضاً.

## أسباب الإصابة بالضمور
- النقص في العمل، أو الحركة (مثل عدم تحريك أحد الأطراف نتيجة الكسر).
- خسارة التعصيب (تزويد بأعصاب).
- الانخفاض في امداد الدم.
- فقدان التحفيز الهرموني.
- الهرم أو الكبر في السن،الشيخوخة.
- الانخفاض في تصنيع البروتين.
- الزيادة في تحطم البروتين.

عدم توافر بعض المكونات الأساسية للبروتين والفيتامينات يؤدي إلى اضطراب عمليات الأيض مما يؤدي إلى ضمور الخلايا والأنسجة.

## التطور الطبيعي
تضمر بعض الخلايا والأعضاء بشكل طبيعي في أعمار معينة وتحت ظروف فسيولوجية معينة. ومن أمثلة علي الضمور (كجزء من التطور الطبيعي): تقلص الغدد الكظرية بعد فترة وجيزة من الولادة، والغدة الزعترية في الطفولة المبكرة، واللوزتان في سن المراهقة، والغدة الصنوبرية وقت البلوغ. يضمر الجسم الأصفر خلال فترة الطمث إذا لم يحدث حمل. وعضلات الرحم(التي تكبر خلال الحمل)، سرعان ما تنكمش بعد الولادة، وتنكمش الحويصلات التي تفرز اللبن في الصدر بعد إتمام الرضاعة. وفي سن انقطاع الطمث، تخضع المبايض والرحم والثديين بشكل طبيعي إلى درجة من الضمور. تحدث بعد التغيرات في كبار السن مثل فقدان الأسنان، الشعر، ترقق الجلد الذي يكون تجاعيد، ضعف العضلات، نقص الوزن في الأعضاء وخمول في النشاط العقلي على سبيل المثال لا الحصر.

## ضمور الشيخوخة
هو ضمور يحدث بشكل طبيعي نتيجة للتقدم في العمر. يمكن ملاحظة الضمور الناتج عن الشيخوخة بشكل خاص في الجلد وتجاعيده، والذي يحدث نتيجة ضمور الألياف في البشرة والأدمة أو الغدد العرقية الموجودة في الطبقة الخارجية للجلد. وفي القلب، تترسب صبغة الليبوفيوسين في الألياف العضلية للقلب في كبار السن مسببة نوعا من أنواع الضمور يعرف بالضمور البني للقلب. وقد يترسب البروتين النشواني بشكل غير طبيعي في عضلات القلب الضامرة نتيجة الشيخوخة. وفي الكبد، يصاحب ضمور الكبد في الشيخوخة ترسب صبغة الليبوكروم في الخلايا الضامرة. وتبدأ كثافة العظام بالتناقص مع تقدم العمر فيما يعرف بهشاشة العظام.

## ضمور العضلات
ضمور العضلات هو حالة يتم فيها فقد النيسج العضلي، وبالتالي نقص الكتلة العضلية، فالعضلات الضامرة تظهر أصغر من السليمة. قد يكون الضمور فزيولوجياً، أو مرضياً، أو عصبي المنشأ.

### الأسباب

#### ضمور عدم استعمال العضلات والعظام
عدم استخدام العضلات بشكل كاف يؤدي إلى ضمورها مع نقص في الكتلة والقوة، من الممكن أن يحدث ذلك بعد عدم الحركة لمدة طويلة، مثل الراحة في الفراش لفترة طويلة، أو الوعكات الصحية التي تحد من الحركة، أو وجود جزء من الجسم في قالب (العيش في الظلام للعين، طريح الفراش للرجلين إلخ.). هذا النوع من الضمور يمكن عكسه بواسطة التمارين إلا إذا كان وخيماُ ويعد ضموراً فزيولوجياً. إن الوجود في أماكن مثل الفضاء حيث لا توجد جاذبية يؤثر على العضلات، لذا يجب على رواد الفضاء في الجاذبية الصغرى التمرن بانتظام لتقليل الضمور في العضلات الطرفية.

#### سوء التغذية والمجاعات[11]
ويمكن أن يسهم سوء التغذية الحاد ونقص العناصر الغذائية والبروتين في ضمور العضلات، لأن العناصر الغذائية والبروتينات ضرورية لتطوير العضلات بشكل طبيعي ومهمة لوظيفتها. وهذا الافتقار إلى التغذية الكافية يمكن أن يحدث نتيجة لعدة أمراض، واتباع الأنظمة الغذائية التي تفتقر إلى البروتين، وقد يرتبط أيضا بالأدوية القوية ، مثل بعض أدوية السرطان. قد تنتج سوء التغذية نتيجة لبعض الأمراض التي تؤثر على امتصاص الجسم للمواد الغذائية، مثل القولون العصبي أو الداء البطني. وهناك الكثير من الأمراض والحالات التي تسبب ضمور في الكتلة العضلية.على سبيل المثال، الأمراض مثل السرطان والإيدز، حيث يمكن أن يتسببا في متلازمة هزال الجسم تسمى «دَنَف»، والذي يعرف بالضمور الحاد للعضلات. كما توجد متلازمات وحالات أخرى تسبب ضمور العضلات الهيكلية، مثل فشل القلب الاحتقاني وأمراض الكبد.

#### العمر
مع تقدم العمر، يقوم جسم الإنسان بانتاج كميات أقل من البروتينات، مما يؤدي إلى ضمور العضلة وانكماشها. خلال التشيخ، هناك نقص تدريجي في القدرة على الحفاظ على وظيفة العضلة وكتلتها. هذه الحالة من ضمور العضلات تسمى بالساركوبينيا (الفقر من اللحم)، ويمكن تميزها عن الضمور بالفيزيولوجيا المرضية. في حين أن المسبب الرئيسي لضمور العضلات (الفقر من اللحم) غير معروف، فمن الممكن أن تحدث بواسطة مجموعة من الفشل التدريجي في «الخلايا الساتِلَة» التي تساعد في تجدد ألياف العضلات الهيكلية، وتقلل من حساسية أو توافر عوامل النمو المفرزة الحرجة والتي هي ضرورية للحفاظ على كتلة العضلة وبقاء الخلايا الساتِلَة.

## حثل عضلي، التهاب العضل، حالات عصبون حركي
الضمور المرضي للعضلات من الممكن أن يظهر مع الأمراض للأعصاب الحركية، أو مع الأمراض لأنسجة العضلة نفسها. من الأمثلة على أمراض ضمور الأعصاب تتضمن مرض شاركو-ماري-توث، شلل الأطفال، التصلب الجانبي الضموري (مرض لو جيهريج)، و متلازمة غيلان باريه. ومن الأمثلة على أمراض ضمور العضلات تتضمن الحتل العضلي، ضمور العضلات، التأتر العضلي الخلقي، والضمور العضلي.
إن التغير في التعبير عن أشكال قنوات الصوديوم المتشابهة والنشاط الذاتي في العضلات تسمى الرجفان من الممكن أن تسبب ضمور العضلات أيضاً.

## ضمور الغدة
يحدث ضمور الغدة الكظرية خلال الاستخدام الطويل للستيروئيدات خارجية المنشأ مثل بريدنيزون. يمكن أن يحدث ضمور في الثديين مع انخفاض هرمون الاستروجين لفترات طويلة، كما هو الحال مع مرض فقدان الشهية العصبي أو انقطاع الطمث. ضمور الخصية مع الاستخدام المطو لستيرويد الجنس الخارجي المنشأ (سواء الاندروجين أو هرمون الاستروجين) للحد من إفراز موجهة الغدد التناسلية.

## ضمور النسيج الدهني
قد يكون ضمور النسيج الدهني ضمورا معمما كما في حالات نقص التغذية لفترات طويلة، وقد يكون موضعيا والذي يسمى بالحثل الشحمي.

## ضمور المهبل
بعد سن اليأس للأنثى، تصبح جدران المهبل رقيقة (الْتِهابُ المَهْبِل الضُّمورِيّ). إن آلية الحالة المرتبطة بالعمر ليست واضحة لحد الآن. رغم أن هناك نظريات أن التأثير يحدث بسبب نقص في مستويات الإستروجين. هذا الضمور، وذاك الذي للثديين، متناسقان مع دور التوازن (التطور الطبيعي) للضمور بشكل عام، حيث أن الجسم بعد انقطاع الطمث لا يحتاج للمزيد من المتطلبات البيولوجية الوظيفية للحفاظ على الجهاز التناسلي الذي توقف بشكل دائم.

## ضمور ناتج عن المواد الكيميائية
في حالات التسمم المزمن بالزرنيخ ، تحدث تغيرات تنكسية في الأعصاب الطرفية، مما يؤدي إلى ضعف وضمور في الأنسجة (عادة الأرجل أو الذراعين) التي توزع عليها الأعصاب. وقد يحدث ذلك أيضا مع الاعتلال العصبي المحيطي الناتج عن التسمم المزمن بالرصاص. ولكن الضمور الناتج عن المواد الكيميائية ليس بالشائع.

## أمثلة
- ضمور القلب
- ضمور الدماغ
- ضمور عدم الاستعمال
- ضمور بطانة الرحم
- ضمور الوجه
- ضمور المعدة
- ضمور العصب البصري الزرقي المنشأ
- ضمور المشيمية والشبكية التلفيفي
- ضمور نصف اللسان
- ضمور عضل الوجه والكتف والعضد
- ضمور تنكسي
- ضمور انضغاطي
- ضمور غرواني
- ضمور الدماغ المتحدد

## الأبحاث
دواء واحد تحت الاختبار يبدو أنه يمنع نوع من فقدان العضلات في المرضى غير المتحركين، طريحي الفراش. ظهر على الفئران المختبرة أنها تمنع نشاط البروتين الموجود في العضلة المسبب لضمور العضلات. ومع ذلك، تأثير المدى الطويل للدواء على القلب يمنع الاستخدام الروتيني له للإنسان، ويجري البحث عن أدوية أخرى غيرها.

## أخرى
- ضمورالزيتونة والجسر والمخيخ(Olivopontocerebellar atrophy)
- الاعتلال العصبي البصري (Optic neuropa)
- ضمور العضلات الشوكية (Spinal muscular atrophies)
- تضخم الخلايا (Hypertrophy)